# Jesse Jackson, Jr.
Jesse Louis Jackson, Jr. (Greenville, 11 marzo 1965) è un politico, attivista e scrittore statunitense, membro della Camera dei Rappresentanti per lo stato dell'Illinois dal 1995 al 2012.

## Biografia
Secondogenito del noto reverendo Jackson, dopo gli studi in legge e in teologia Jesse decise di intraprendere la strada paterna dedicandosi all'attivismo per i diritti civili.
Nel 1995 si candidò alla Camera dei Rappresentanti per occupare il seggio lasciato vacante dal deputato Mel Reynolds, coinvolto in uno scandalo sessuale. Jackson riuscì a prevalere nelle primarie e vinse anche le elezioni generali, divenendo deputato. Negli anni successivi gli elettori lo riconfermarono sempre con altissime percentuali di voto.
Ideologicamente Jackson si configura come ultraliberale, sia in materia sociale che in materia fiscale.
Nel 2008, subito dopo l'elezione di Barack Obama a Presidente degli Stati Uniti si fece il nome di Jackson come uno dei candidati papabili per la sua successione al Senato. La nomina del nuovo senatore doveva per legge essere effettuata dal governatore dello stato, Rod Blagojevich, il quale si trovò al centro di un grosso scandalo quando si scoprì che stava cercando di vendere il posto al miglior offerente; subito dopo emerse che Jackson aveva promesso a Blagojevich un milione di dollari per ottenere la nomina, ma il deputato negò il proprio coinvolgimento nei fatti. Il caso si chiuse con le dimissioni del governatore e con la nomina a senatore di Roland Burris, che portò a termine il mandato di Obama senza candidarsi per le elezioni successive.
La carriera di Jackson subì altri due colpi nel 2010, quando venne alla luce una sua relazione extraconiugale, e nel 2012, quando scomparve per circa un mese finché non si scoprì che era stato ricoverato in una clinica per disturbi dell'umore, in particolare per disordine bipolare. In seguito a questo evento, Jackson decise di rassegnare le dimissioni da deputato per motivi di salute e il suo seggio al Congresso venne occupato dalla compagna di partito Robin Kelly.
Jackson è sposato dal 1991 con Sandi Stevens, una consulente politica aldermanno all'interno del consiglio comunale di Chicago; i Jackson hanno due figli, Jesse e Jessica.

## Opere
- It's About the Money: How You Can Get Out of Debt, Build Wealth, and Achieve Your Financial Dreams, 1999. ISBN 0-8129-3296-X
- Legal Lynching: The Death Penalty and America's Future, 2001. ISBN 1-56584-685-0
- A More Perfect Union: Advancing New American Rights, 2001. ISBN 1-56649-186-X